# Bocja wspaniała
Bocja wspaniała (Chromobotia macracanthus) – gatunek słodkowodnej ryby karpiokształtnej z rodziny Botiidae, wcześniej klasyfikowanej w randze podrodziny Botiinae w piskorzowatych. Bywa hodowany w akwarium domowym.

## Występowanie
Sumatra i Borneo. Środowisko życia – słodkowodne zbiorniki wodne o zamulonym dnie.

## Charakterystyka
Charakterystyczną cechą wszystkich bocji są 4 pary wąsów znajdujące się w okolicach otworu gębowego.
Bocja wspaniała jest rybą stadną. Największą aktywność wykazują o zmierzchu i w ciągu nocy. W towarzystwie ryby są ciekawskie, wykazują dużą aktywność, trzymane pojedynczo są ospałe, mogą również zachowywać się agresywnie. W warunkach naturalnych ryby te osiągają długość 30 cm, w warunkach akwariowych rzadko przekraczają 20 cm.

## Warunki w akwarium
| Zalecane warunki w akwarium | Zalecane warunki w akwarium                           |
| --------------------------- | ----------------------------------------------------- |
| Zbiornik                    | duży                                                  |
| Temperatura wody            | 24–28 °C                                              |
| Twardość wody               | 4–12°n                                                |
| Skala pH                    | 6,0–7,2                                               |
| pokarm                      | roślinny jak i zwierzęcy, chętnie zjada ślimaki wodne |

## Warunki hodowlane
Akwarium powinno być gęsto obsadzone roślinnością oraz powinno posiadać szereg kryjówek w postaci zatopionych korzeni, skorup orzechów kokosowych itp.

## Rozmnażanie
Rozmnażanie w warunkach akwariowych jest trudne. 